# Marguerite Roberts
Pour les articles homonymes, voir Roberts.
Marguerite Roberts est une scénariste américaine née le 21 septembre 1905 à Clarks aux États-Unis  et morte le 17 février 1989 à Santa Barbara (Californie).

## Biographie
Au début des années 1920, Marguerite Roberts et son premier mari voyagent dans le sud des États-Unis tout en vendant des perles d'imitation. Leur commerce périclitant, elle trouve un emploi dans un journal local d'El Centro en Californie.
Elle se rend ensuite à Hollywood et travaille comme secrétaire pour la Fox, avec l'ambition de devenir scénariste. En 1933, elle collabore à l'écriture du scénario de Sailor's Luck de Raoul Walsh. Roberts travaille ensuite sous contrat avec la Paramount Pictures, où elle fait, en 1936, la connaissance de son second mari, le romancier John Sanford ; tous deux se marient en 1938. John Sanford adhère au Parti communiste l'année suivante ; peu après Marguerite Roberts entre au Parti sans grande conviction — elle le quittera en 1947.
En 1939, elle signe le premier contrat d'une longue série avec la Metro-Goldwyn-Mayer. Elle écrit dès lors pour les plus grands et devient l'une des scénaristes les mieux payées d'Hollywood, à 2 500 dollars la semaine. Elle dira plus tard de son choix d'écrire pour les « durs » : « J'étais sevrée des histoires d'hommes avec des pistolets, et je connaissais également tout leur jargon. Mon grand-père était arrivé dans l'Ouest dans une carriole bâchée, c'était un sheriff à cette époque sauvage. »
En 1941, elle coécrit avec son mari le scénario de Honky Tonk. C'est elle-même qui convaincra John Sanford de se tourner vers son activité de romancier, plutôt que d'écrire pour le cinéma. Même si elle a quitté le Parti communiste deux ans après la fin de la guerre, le monde est en pleine guerre froide et à Hollywood le maccarthisme sévit. Cela lui vaut d'être inscrite de 1951 à 1962 sur la Liste noire de Hollywood pour avoir refusé de donner des noms à la commission d'enquête des activités anti-américaines.
En 1961, Marguerite Roberts devient la première scénariste « blacklistée » à se voir offrir un contrat par la Columbia, elle écrit Diamond Head. Et ironie de l'histoire, elle écrira plus tard en 1969 le scénario de Cent dollars pour un shérif dont l'acteur principal John Wayne, anticommuniste et conservateur, dira que c'est le meilleur pour lequel il ait tourné, et qui lui valut son seul Oscar. En 1971, elle se retire de ses activités à Hollywood, après avoir écrit Quand siffle la dernière balle.
Après sa mort en 1989, John Sanford a écrit sur leur relation, en laissant un poignant témoignage dans A Palace of Silver. A Memoir of Maggie Roberts.

## Filmographie
- 1933 : Jimmy and Sally de James Tinling
- 1933 : (Sailor's Luck)
- 1934 : Mon gosse (Peck's Bad Boy) d'Edward Cline
- 1935 : Brigade spéciale (Men Without Names), de Ralph Murphy
- 1935 : Qui ? (College Scandal) d'Elliott Nugent
- 1936 : (Florida Special)
- 1936 : L'homme à l'héliotrope (Forgotten Faces)
- 1936 : (Hollywood Boulevard)
- 1936 : (Rose Bowl)
- 1937 : (Turn off the Moon)
- 1937 : (Wild Money)
- 1938 : (Meet the Girls)
- 1940 : Escape
- 1941 : Franc jeu (Honky Tonk) coécrit avec John Sanford
- 1941 : La Danseuse des Folies Ziegfeld (Ziegfeld Girl)
- 1942 : Je te retrouverai (Somewhere I'll Find You)
- 1944 : Les Fils du dragon (Dragon Seed)
- 1946 : Lame de fond (Undercurrent) non créditée
- 1947 : Le Maître de la prairie (The Sea of Grass)
- 1947 : Quand vient l'hiver (If Winter Comes)
- 1947 : La Femme de l'autre (Desire Me)
- 1949 : L'Île au complot (The Bribe)
- 1950 : Embuscade (Ambush)
- 1951 : Trois Troupiers (Soldiers Three) de Tay Garnett
- 1952 : Ivanhoé (Ivanhoe)
- 1962 : Le seigneur d'Hawaï (Diamond Head)
- 1963 : (The Main Attraction) non créditée
- 1963 : Massacre pour un fauve (Rampage)
- 1965 : L'Amour a plusieurs visages (Loves has many faces)
- 1968 : Cinq cartes à abattre (Five Card Stud)
- 1969 : Cent dollars pour un shérif (True Grit)
- 1970 : (Norwood)
- 1971 : (Red Sky at Morning)
- 1971 : Quand siffle la dernière balle (Shoot Out)